# Sovjetunionens kommunistiska parti

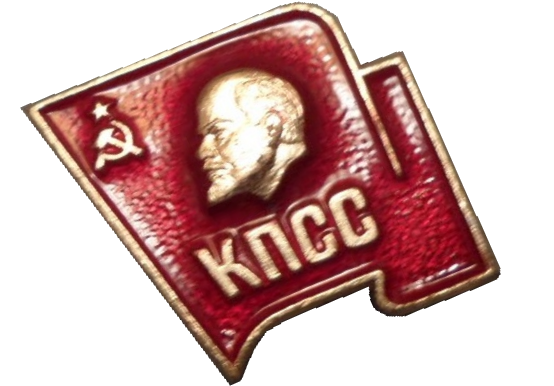
Kragnål föreställande SUKP:s flagga

Sovjetunionens kommunistiska parti (ryska: Коммунисти́ческая па́ртия Сове́тского Сою́за, КПСС), på svenska förkortat SUKP, var det statsbärande och enda existerande politiska partiet i Sovjetunionen fram tills Gorbatjovs reformer öppnade upp för flerpartisystem år 1991.

## Namn
År 1912 kallade sig partiet, som först varit en fraktion inom Rysslands socialdemokratiska arbetareparti, för Rysslands socialdemokratiska arbetareparti (bolsjevikerna), förkortat RSDAP (b). 1918 antog man namnet Rysslands kommunistiska parti (bolsjevikerna). 1925 antogs så namnet Allunionens kommunistiska parti (bolsjevikerna) förkortat VKP(b), som 1952 ändrades till Sovjetunionens kommunistiska parti.

## Ideologi
Partiets officiella ideologi var, sedan Josef Stalin tillträtt som generalsekreterare 1922, marxism-leninismen. Denna ideologi betraktades som vetenskaplig.
Den bolsjevikiska partibyggarstrategin handlade om att bygga en skolad kaderorganisation, som skulle utgöra ett avantgarde hos proletariatet, och därför var antalet partimedlemmar inte särskilt stort förrän månaderna innan oktoberrevolutionen som skulle föra partiet till makten. I takt med att partiet smälte samman med statsapparaten kom dock partimedlemskap att vara mer eller mindre en förutsättning för att kunna göra karriär inom kvalificerade yrken.
Partiet hade en rad sidoorganisationer, bland annat ungdomsförbundet Komsomol.

## Partiledare
Bolsjevikernas ledare vid oktoberrevolutionen 1917 och den unga sovjetstatens de facto ledare var Vladimir Lenin. Den siste partiledaren, innan partiet förbjöds av Boris Jeltsin i samband med Sovjetunionens upplösning 1991, var Michail Gorbatjov. Partiledaren hade under större delen av partiets existens titeln generalsekreterare (man bytte ut denna titel mot titeln förste sekreterare efter Josef Stalins död, men den återinfördes sedan av Leonid Brezjnev) och var i praktiken Sovjetunionens ledare, även om unionen därutöver hade såväl president som premiärminister. Samtliga partiledare var under någon del av sin period samtidigt Sovjetunionens president eller premiärminister.

### Generalsekreterare för kommunistpartiet 1922–1991
- Josef Stalin 1922–1953
- Georgij Malenkov 1953 (som förste sekreterare)
- Nikita Chrusjtjov 1953–1964 (som förste sekreterare)
- Leonid Brezjnev 1964–1982 (som förste sekreterare till 1966, sedan generalsekreterare)
- Jurij Andropov 1982–1984
- Konstantin Tjernenko 1984–1985
- Michail Gorbatjov 1985–1991

## Organisation
Kommunistpartiets högsta beslutande organ var - till namnet - partiets kongress. Den sammanträde ungefär vart femte år, med tusentals delegater som deltog. Mellan partiets kongresser var det de ca 300 medlemmarna i centralkommittén som tog beslut. Dessa sammanträdde dock enbart två gånger om året, varför partiet 1917 inrättade en politbyrå och snart även ett sekretariat. Politbyrån var det politiska organ som i praktiken hade störst makt. Sekretariatet skötte de dagliga administrativa sysslorna för partiets räkning.
Partiets minsta enhet var det som kallades för den primära partiorganisationen (PPO), fram till 1934 kallades det för en particell. En PPO kunde etableras var som helst i samhället där det fanns tre stycken medlemmar från kommunistpartiet. Det innebar att det dök upp PPO:er överallt i samhället: på fabriker, i skolor, på jordbruk, m.m.

## Arvet efter kommunistpartiet
Flera partier i Ryssland och andra före detta sovjetrepubliker ser sig själva som de direkta arvtagarna till partiet; i Ryssland gäller detta framför allt för Ryska federationens kommunistiska parti.